# Kirill Volkov
Kirill Aleksandrovich Volkov (tiếng Nga: Кирилл Александрович Волков; sinh ngày 12 tháng 7 năm 1995) là một cầu thủ bóng đá người Nga thi đấu cho FSK Dolgoprudny.

## Sự nghiệp câu lạc bộ
Anh có màn ra mắt tại Giải bóng đá chuyên nghiệp quốc gia Nga cho FSK Dolgoprudny ngày 10 tháng 4 năm 2015 trong trận đấu với FC Znamya Truda Orekhovo-Zuyevo.